# روي سميث (مهندس)
روي سميث (بالإنجليزية: Roy Smith)‏ هو مهندس أمريكي، ولد في 6 أغسطس 1944 في فيكتوريا في كندا، وتوفي في 26 فبراير 2004.